# Гратаказоло (Бреша)
Гратаказоло је насеље у Италији у округу Бреша, региону Ломбардија.
Према процени из 2011. у насељу је живело 1692 становника. Насеље се налази на надморској висини од 201 м.